# 賞金稼ぎ (映画)
『賞金稼ぎ』（しょうきんかせぎ）は、1969年8月に公開された日本映画。若山富三郎主演の時代劇で、『賞金稼ぎシリーズ』の第1作。

## あらすじ
宝暦2年、オランダ船が江戸湾に現れ徳川幕府に最新式軍用銃を提供する見返りに無条件和親条約の締結を求めてきた。時の将軍・家重に拒絶されたオランダ船は交渉相手を外様大名の雄藩・薩摩に切り替えるべく、帰国すると見せかけ薩摩へと進路を変更した。これを知った幕府は薩摩藩江戸家老・伊集院右京を江戸城に登城させる。薩摩蜂起を我が身に変えても阻止すると誓った伊集院は陸路鹿児島へ向かった。
一方薩摩とり潰しを狙う老中・牧野豊後守は薩摩藩謀反の証拠を掴むため隠密・陽炎を放つ。
内乱を憂う家重は懇意の蘭法医にして凄腕の賞金稼ぎ・錣市兵衛を密かに呼び、伊集院への助力を依頼。市兵衛は装備を整え一路薩摩へと向かう。

## 出演者
- 錣市兵衛(家重腹心の影武者)：若山富三郎
- 陽炎(公儀隠密・老中の隠し目付け)：野川由美子
- 曲垣藤九郎(浪人・伊集院の家臣)：潮健児

＜薩摩山嶽党＞
- 茜(山嶽党員)：真山知子
- 小野里民部(伊集院への暗殺部隊長)：藤本秀夫
- 康元哲(棒術使い)：関山耕司
- 稲葉大隅(二階堂の腹心)：藤岡重慶
- 掟堂二階堂(山嶽党頭領・薩摩藩大目付)：天津敏

＜薩摩藩＞
- 伊集院右京(薩摩藩江戸家老)：片岡千恵蔵
- 桑島織部(薩摩藩家老)：宇佐美淳也
- 薩摩藩家老：村居京之輔
- 如月源三(通訳)：高並功
- 島津重年(薩摩藩主)：高橋昌也

＜薩摩藩関係＞
- 名張の与藤次(薬商・公儀のスパイ)：睦五郎
- 利根(与藤次の妻)：岡田千代
- 徐東山(青竜刀の殺し屋)：汐路章
- ピーター・ダンケル(スペンサー銃)：トム・メイヤー
- 薩摩藩関所の門番：阿波地大輔
- 薩摩藩関所の番人：小田真士

＜オランダ船ロッテルダム号乗員＞
- カピタン・シーゲル(オランダ政府特命大使)：ユセフ・オスマン
- クルチウス(シーゲルの側近)：チャールズ・クロンジエ

＜江戸幕府＞
- 牧野豊後守(江戸幕府老中筆頭)：三島雅夫
- 徳川家重(将軍):鶴田浩二

＜その他＞
- お万(飲み屋の女郎)：沢淑子
- 芳松(博打・川越人足)：西田良
- 伝吉(博打・川越人足)：志賀勝

## スタッフ
- 監督：小沢茂弘
- 企画：俊藤浩滋・松平乗道
- 脚本：高田宏治・伊上勝
- 助監督：本田達男
- 撮影：山岸長樹
- 音楽：八木正生
- 美術：矢田精治
- 録音：中山茂二
- 照明：増田悦章
- 編集：堀池幸三
- スチール：杉本昭三

## 同時上映
『新網走番外地 流人岬の血斗』